# Alopecosa cedroensis
Alopecosa cedroensis este o specie de păianjeni din genul Alopecosa, familia Lycosidae, descrisă de Jörg Wunderlich în anul 1992.
Este endemică în Insulele Canare. Conform Catalogue of Life specia Alopecosa cedroensis nu are subspecii cunoscute.